# 貨物鐵道博物館
貨物鐵道博物館（日语：／）是一座位於三重縣員辨市，鄰接三岐鐵道三岐線丹生川站的鐵路博物館。

## 概要
此站是日本唯一以鐵路貨運為設的博物館。館內展示了鐵路貨車、機車和鐵路貨櫃車。也收藏了與貨運有關的資料和貨車用品。各車輛都保存在丹生川站側線和博物館展示線。東藤原站前也展示相關車輛。丹生川站的舊貨物月台也屬於博物館的一部分。
博物館不是由鐵路公司或當地政府經營，而是由志願者經營，開支由捐款支持。基本上三岐鐵道只負責建設博物館和提供場地。而遷入車輛、展示和營運都是由志願者負責。
博物館在日本鐵路貨運開始營業（1873年（明治6年）9月15日）130周年當天開幕。

## 開放日期
- 毎月的第1個星期日（在1月為第2個星期日）10:00 - 16:00
- 另外會有臨時開放日。於室外展示的車輛隨時可進行參觀。

## 入場費
- 免費

## 保存車輛

### 機車
- 東武鐵道39號蒸氣機車（舊國鐵5650形蒸氣機車（日语：国鉄5500形蒸気機関車#5650形））
  - 1898年由英國製。在東武鐵道退役後，由昭和鐵道高等學校保存。由於與三岐鐵道擁有的英國製2B煤水機車極之相似，因此便轉讓給三岐鐵道。
- 巴川製紙所（日语：巴川製紙所）DB101號柴油機車

### 貨車
- 國鐵Wa1形棚車（Wa5490）
- 國鐵WaFu21000形（日语：国鉄ワフ21000形貨車）棚車緩急車（WaFu21120） - 1934年製 運載量2噸
- 國鐵TeRa1形（日语：国鉄テラ1形貨車）鐵製棚車（TeRa146） - 1964年起製造 運載量17噸
- 國鐵Ta2000形罐車（日语：国鉄タ2000形貨車）（Ta2001） - 1939年製造 醇專用
- 國鐵TaMu500形罐車（日语：国鉄タム500形貨車）（TaMu2920） - 1958年製造 汽油專用
- 國鐵TaMu5000形罐車（日语：国鉄タム5000形貨車）（TaMu6263） - 1968年製造 鹽酸專用
- 國鐵TaMu8000形罐車（日语：国鉄タム8000形貨車）（ATaMu8000） - 1962年製造 過氧化氫專用 2003年3月退役
- 國鐵ShiKi160形（日语：国鉄シキ160形貨車）鉗夾車（日语：大物車）（RoShiKi160） - 1955年製造
- 關西鐵道458號棚車（458） - 1900年製造 只有車身 從關東鐵道龍崎車廠遷入
- 蒲原鐵道（日语：蒲原鉄道）Wa11形棚車（Wa11） - 1930年製造 木製 運載量10噸
- 福井鐵道HoSe1形（日语：国鉄ホキ600形貨車#武蔵野鉄道・青梅電気鉄道ヲサフ1形）漏斗車（HoSe1） - 1930年製造 運載量23噸
- 名古屋鐵道To1形（日语：名鉄ト1形貨車）敞車（To15） - 1912年製造 木製 運載量10噸
- 名古屋鐵道To200形（日语：名鉄ト200形貨車）敞車（To246） - 1913年製造 木製 運載量10噸
- 日本陸軍九一式輕貨車（日语：日本陸軍鉄道連隊九一式軽貨車） - 1931年製造
- 日本陸軍九七式輕貨車（日语：日本陸軍鉄道連隊九七式軽貨車） - 1937年製造

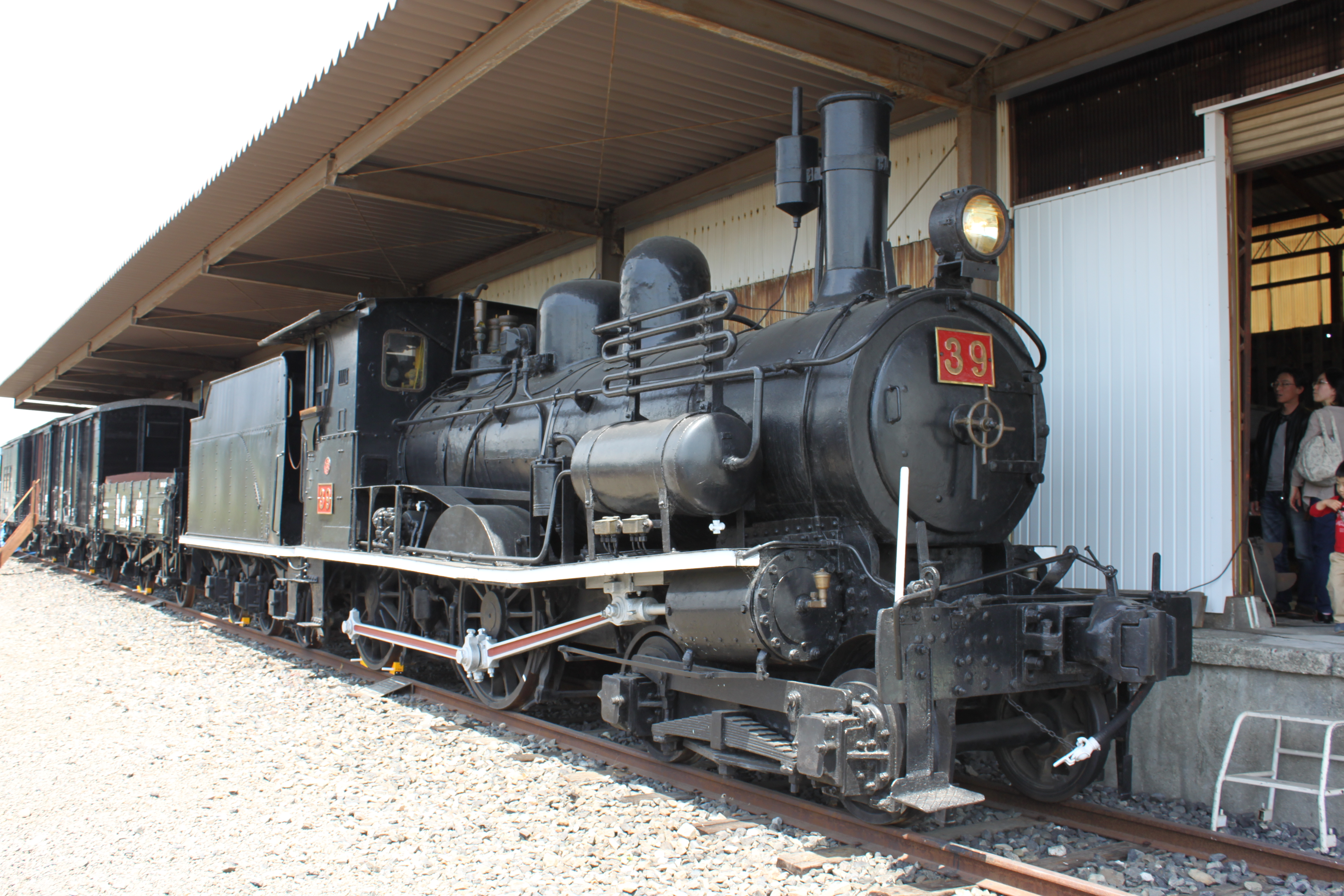
東武鐵道39號蒸氣機車
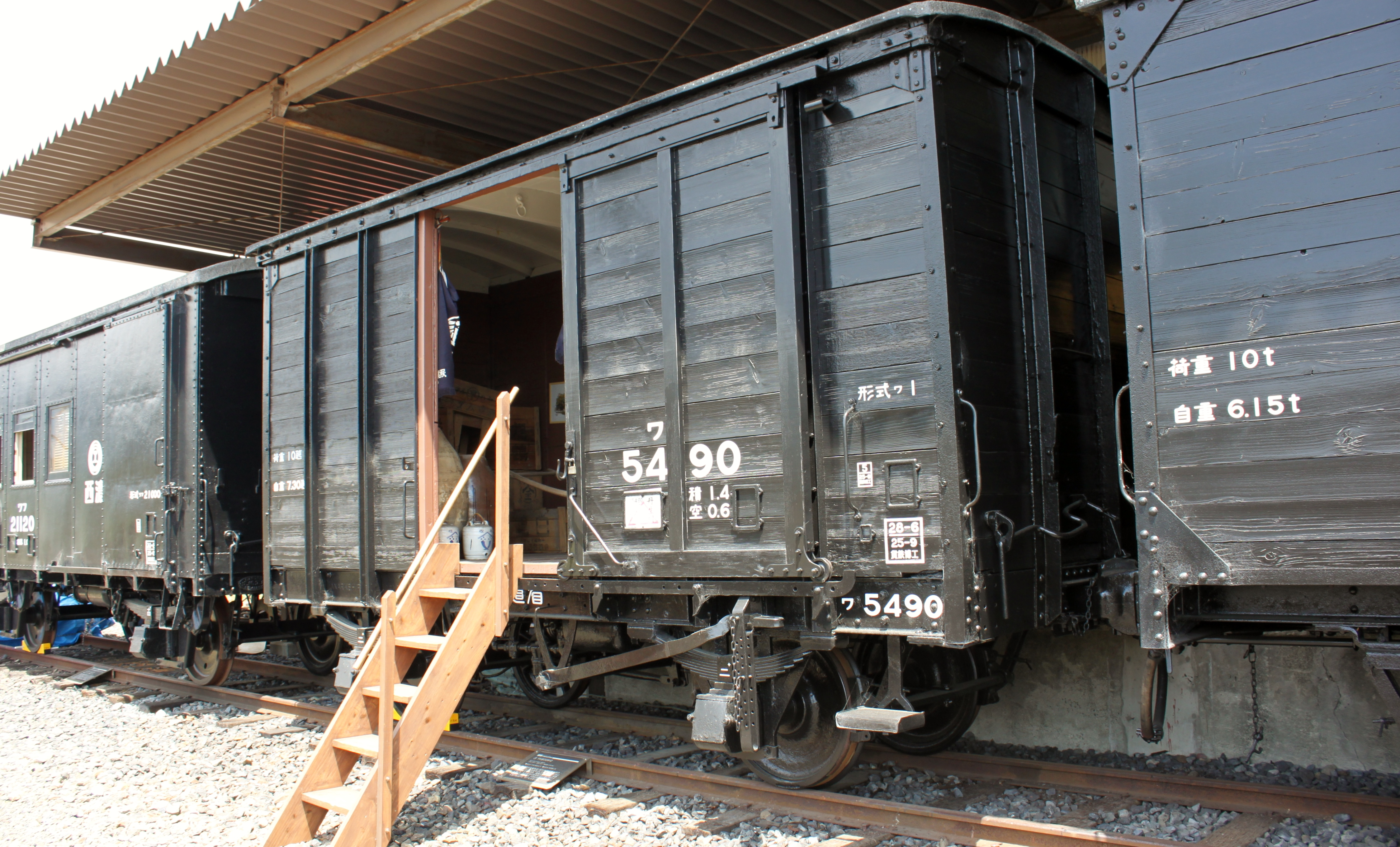
Wa1形Wa5490
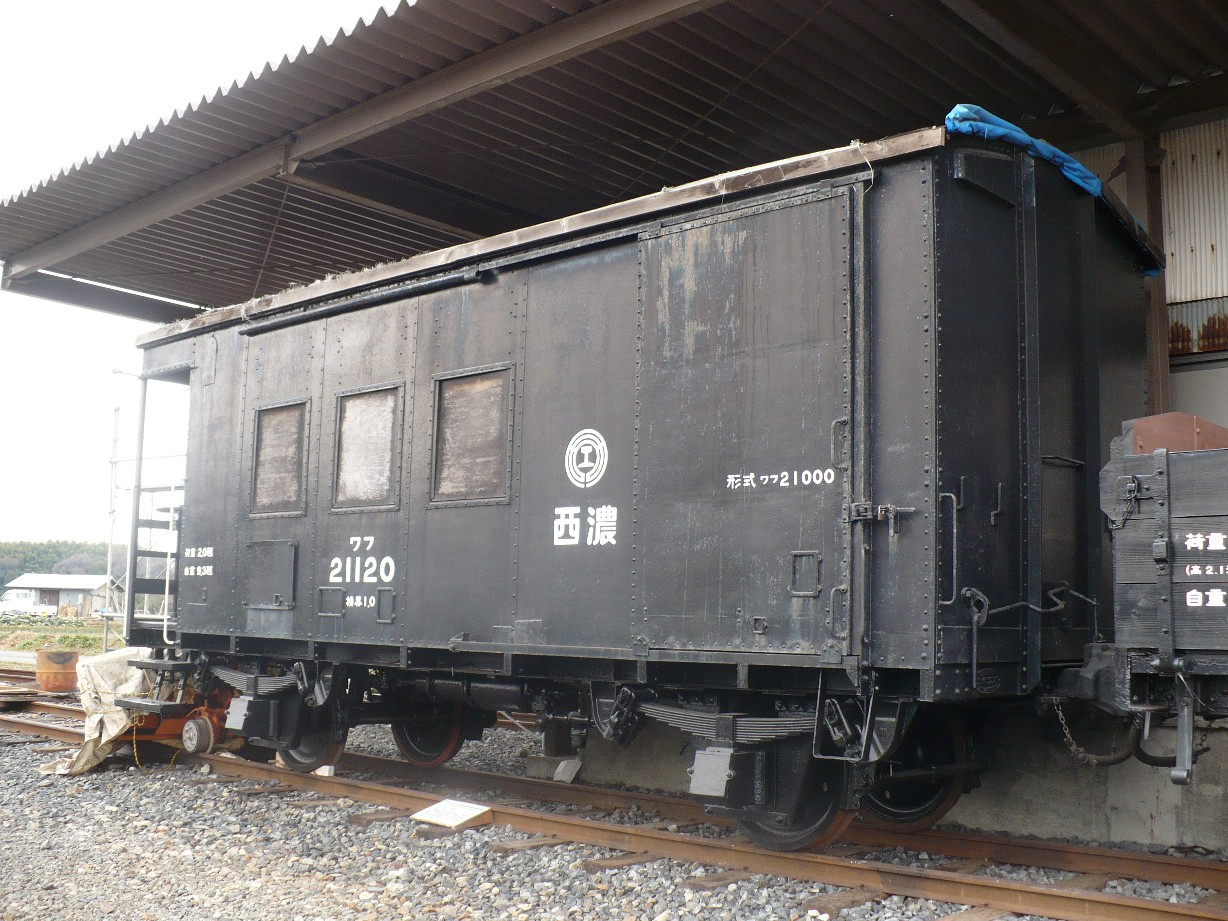
西濃鐵道WaFu21000形WaFu21120
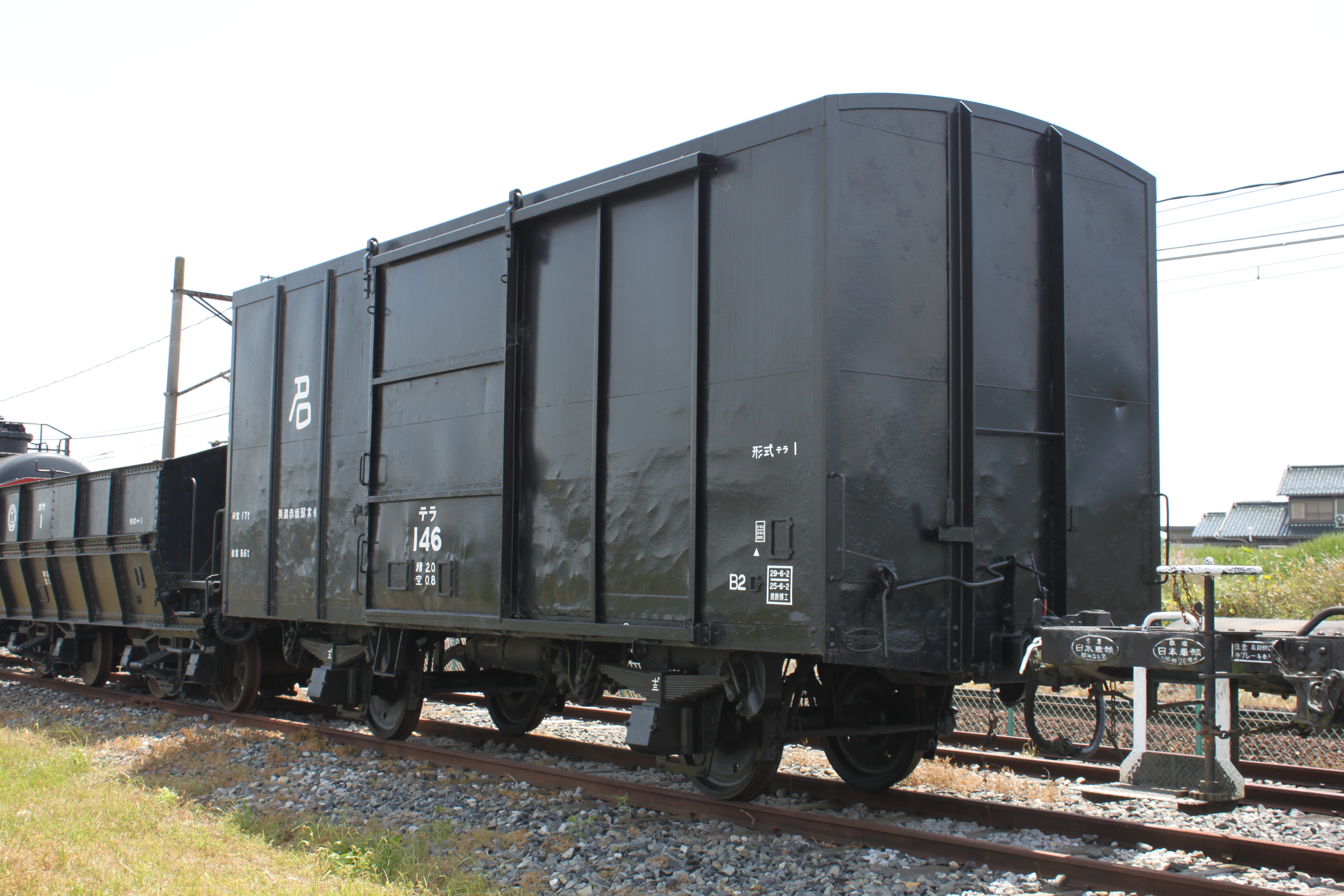
TeRa1形TeRa146
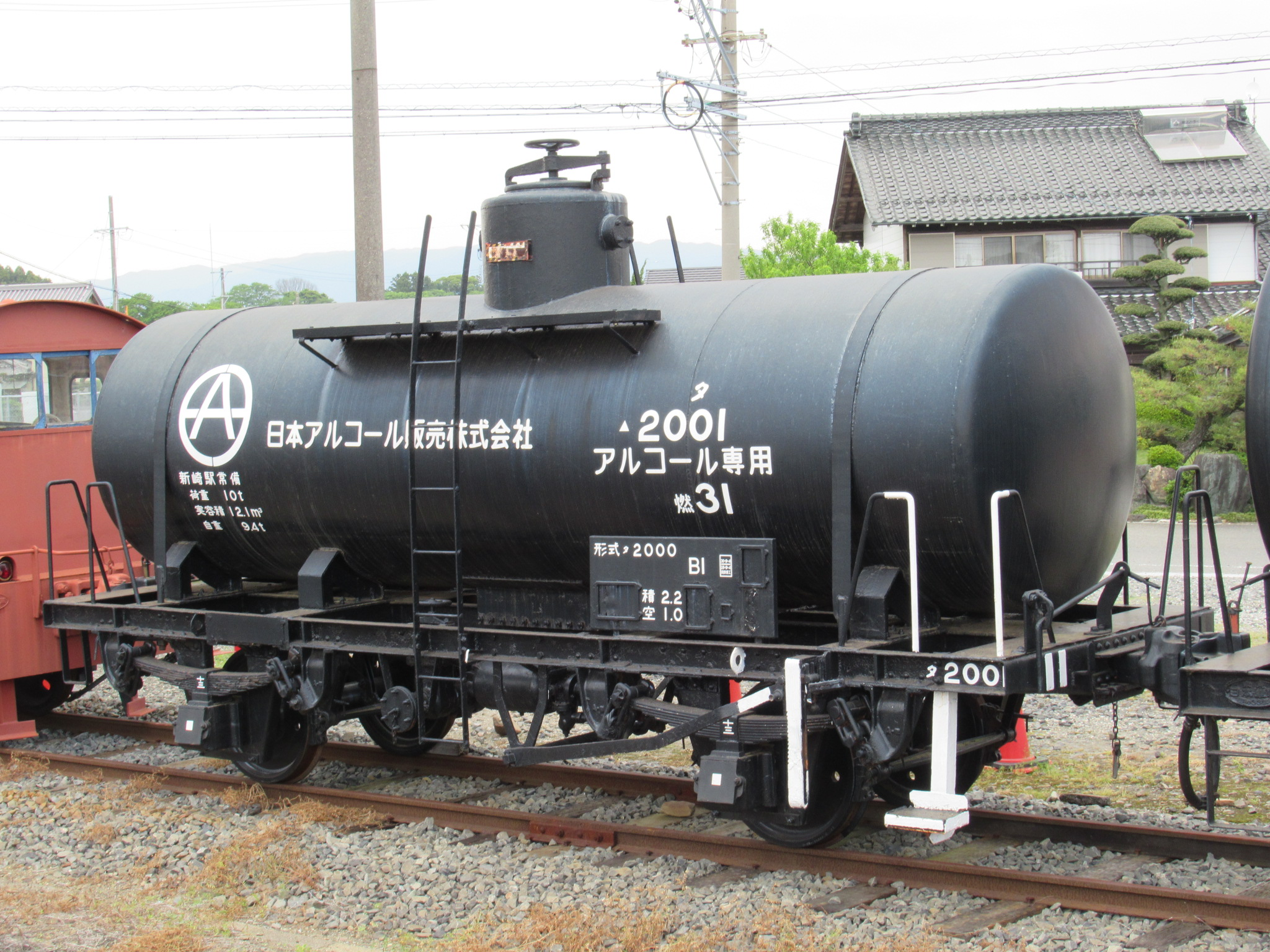
Ta2000形Ta2001
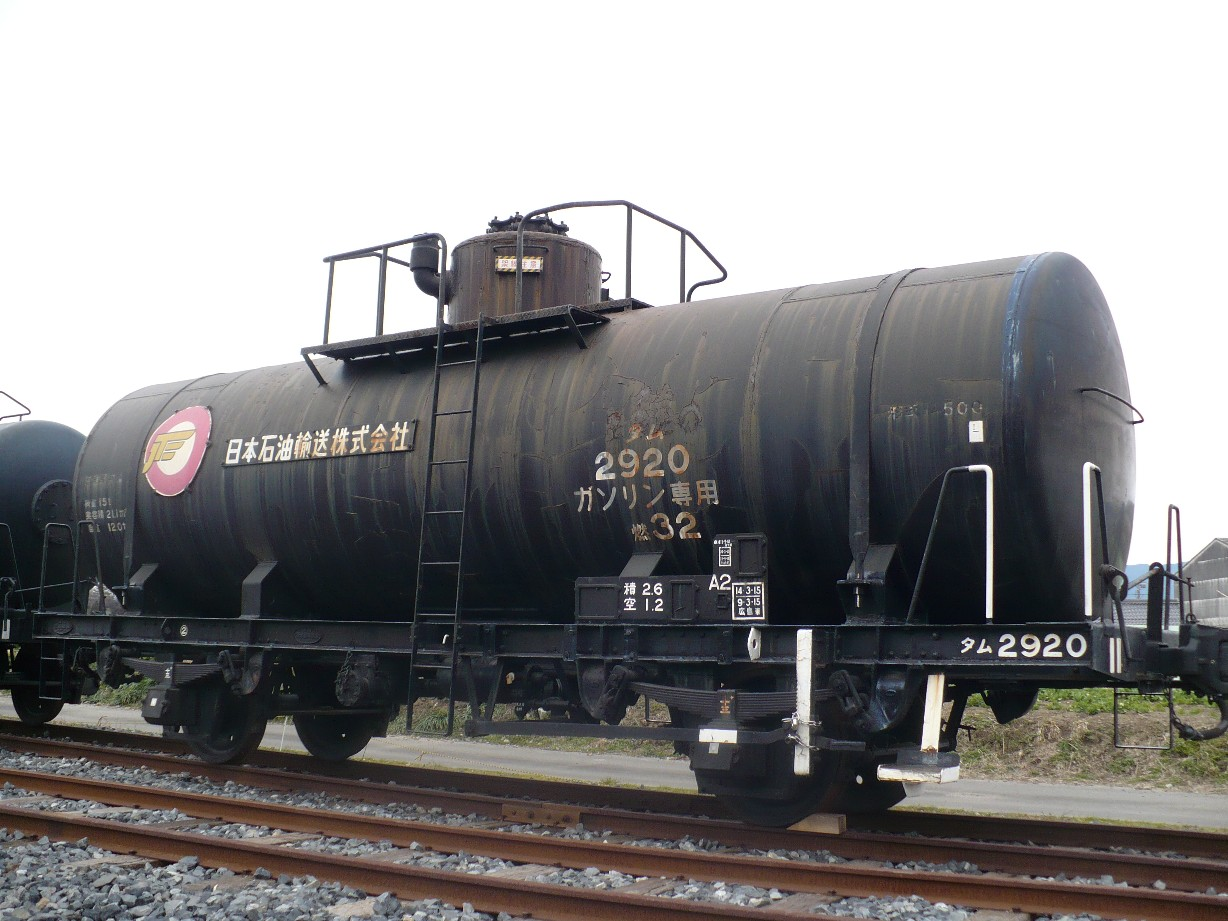
TaMu500形TaMu2920
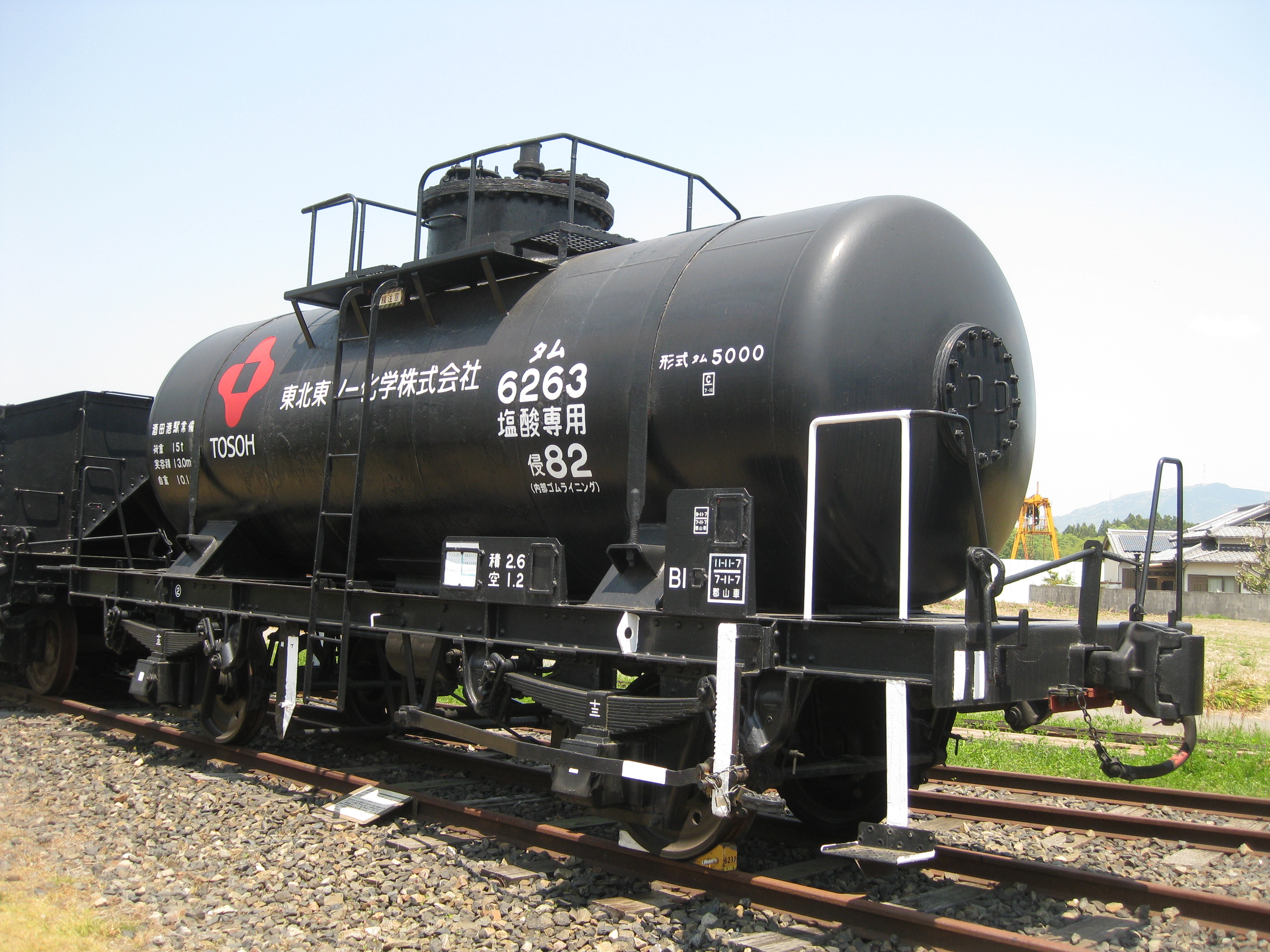
TaMu5000形TaMu6263
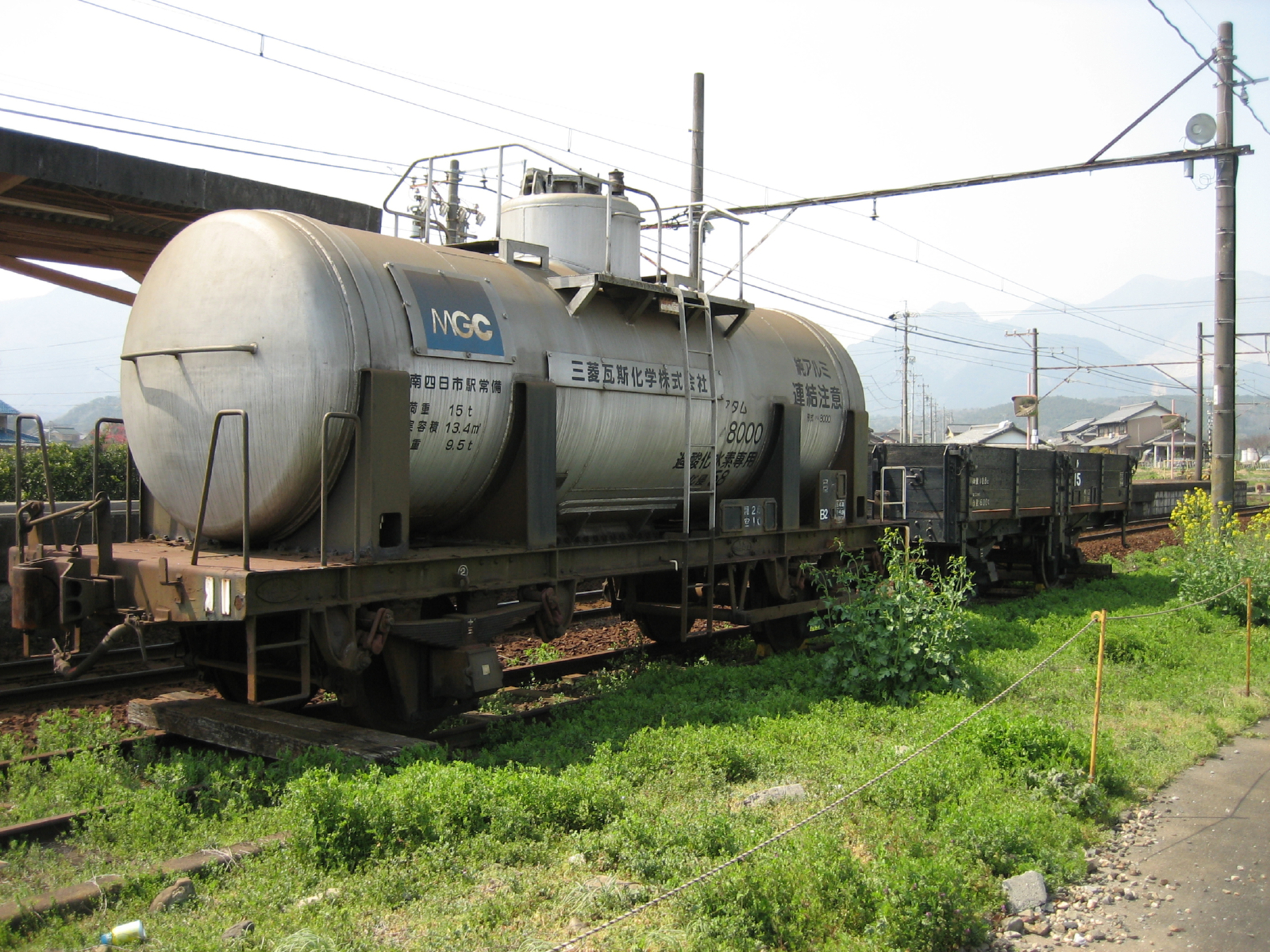
タム8000形ATaMu8000
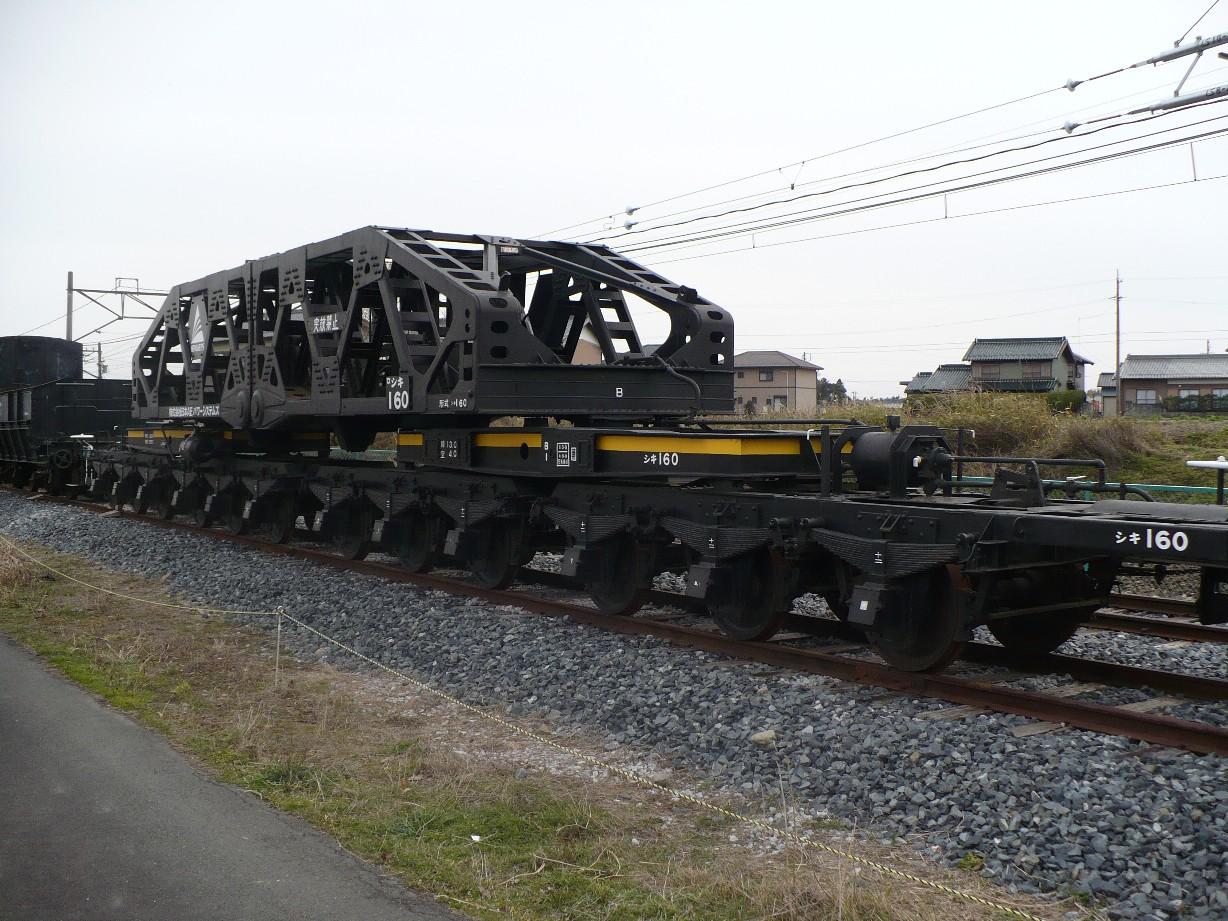
ShiKi160形RoShiKi160
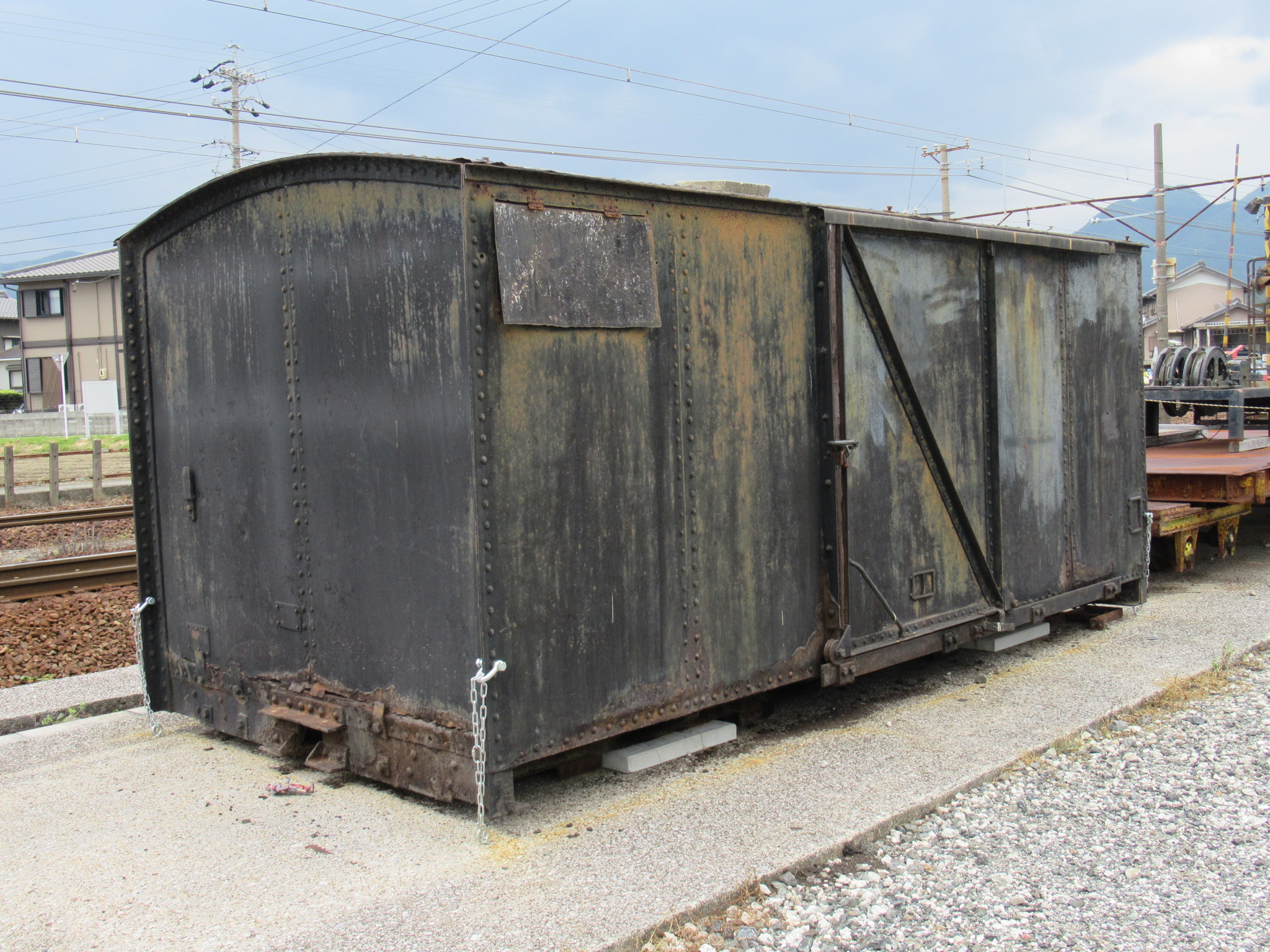
關西鐵道458號的車身
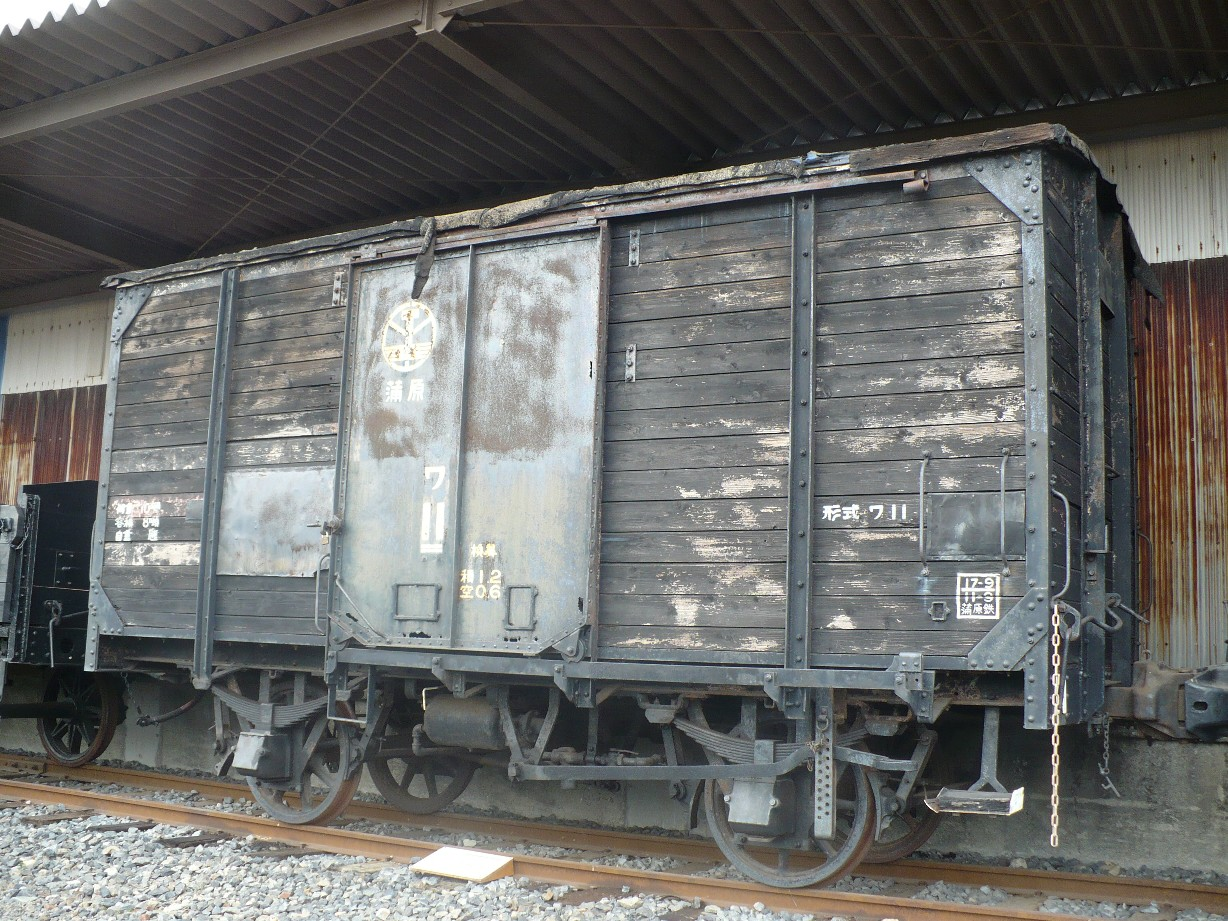
蒲原鐵道Wa11形Wa11
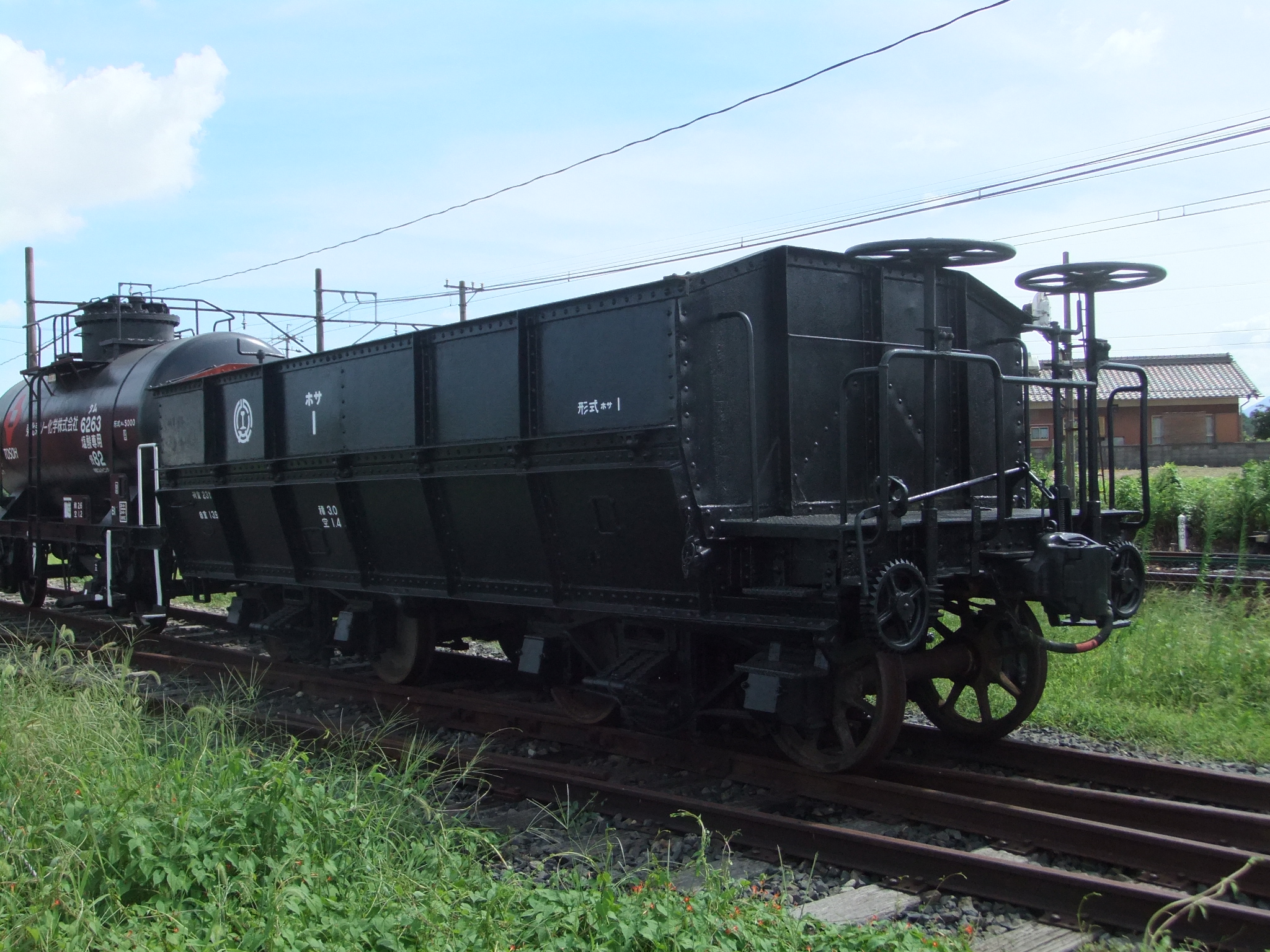
福井鐵道HoSe1形HoSe1
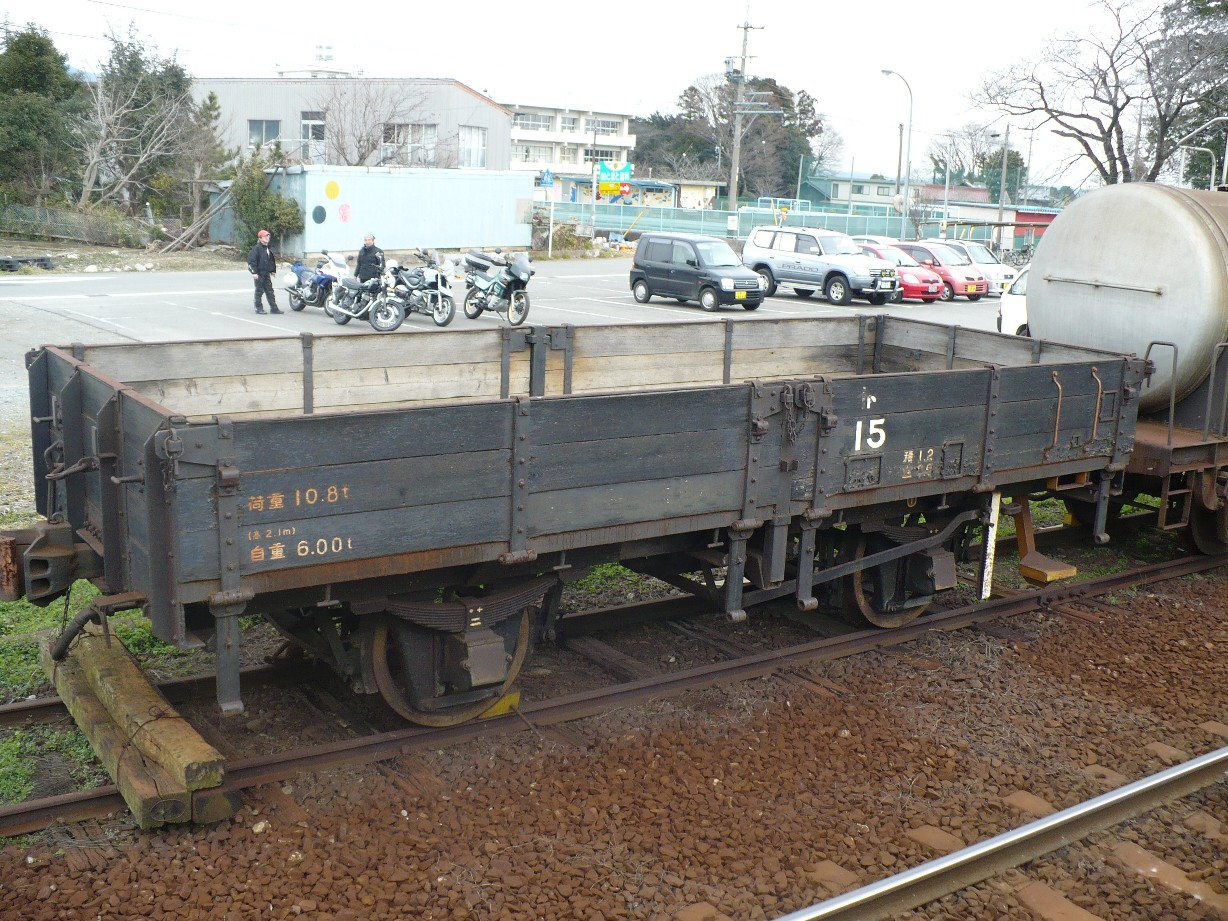
名鐵To1形To15
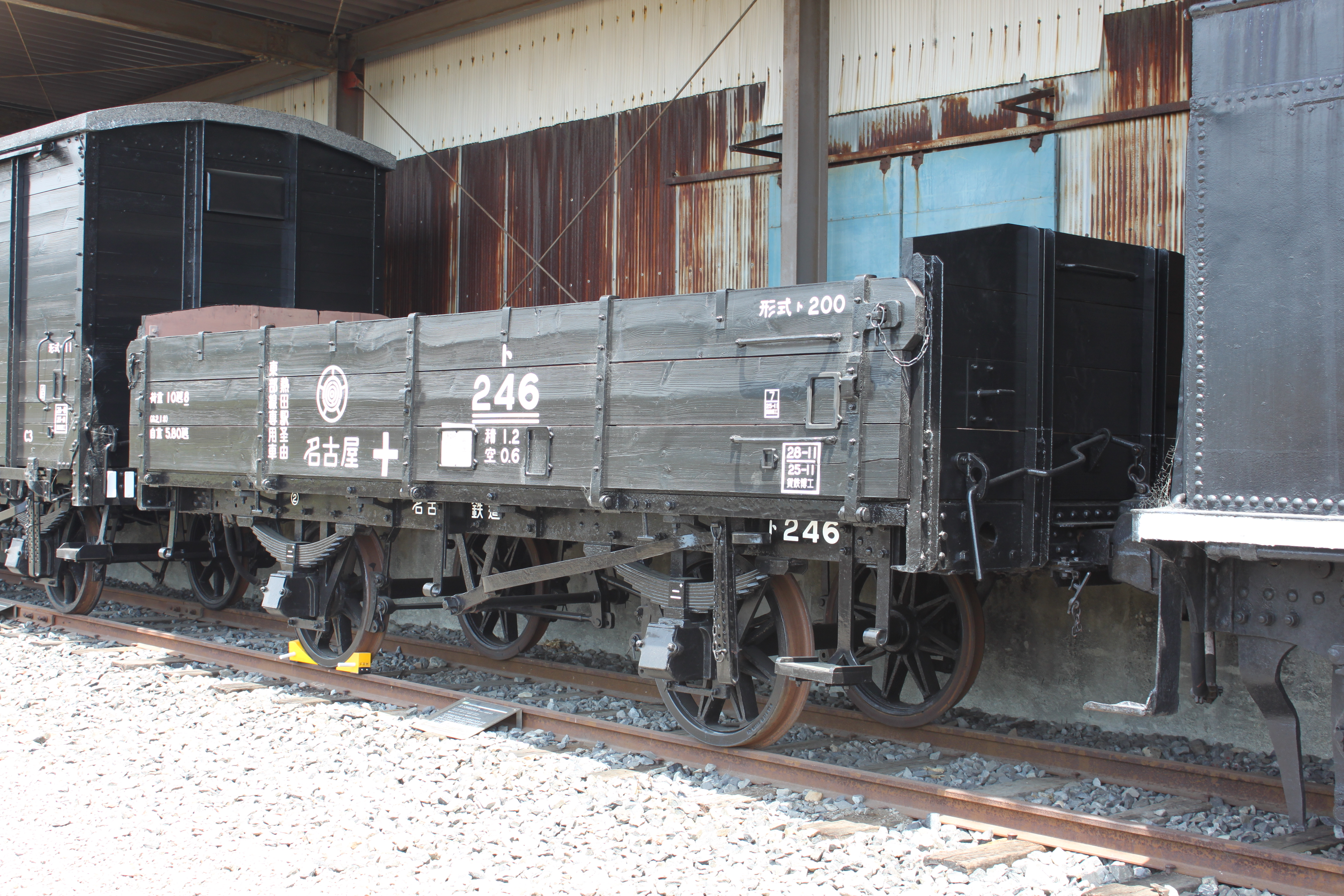
名鐵To200形To246
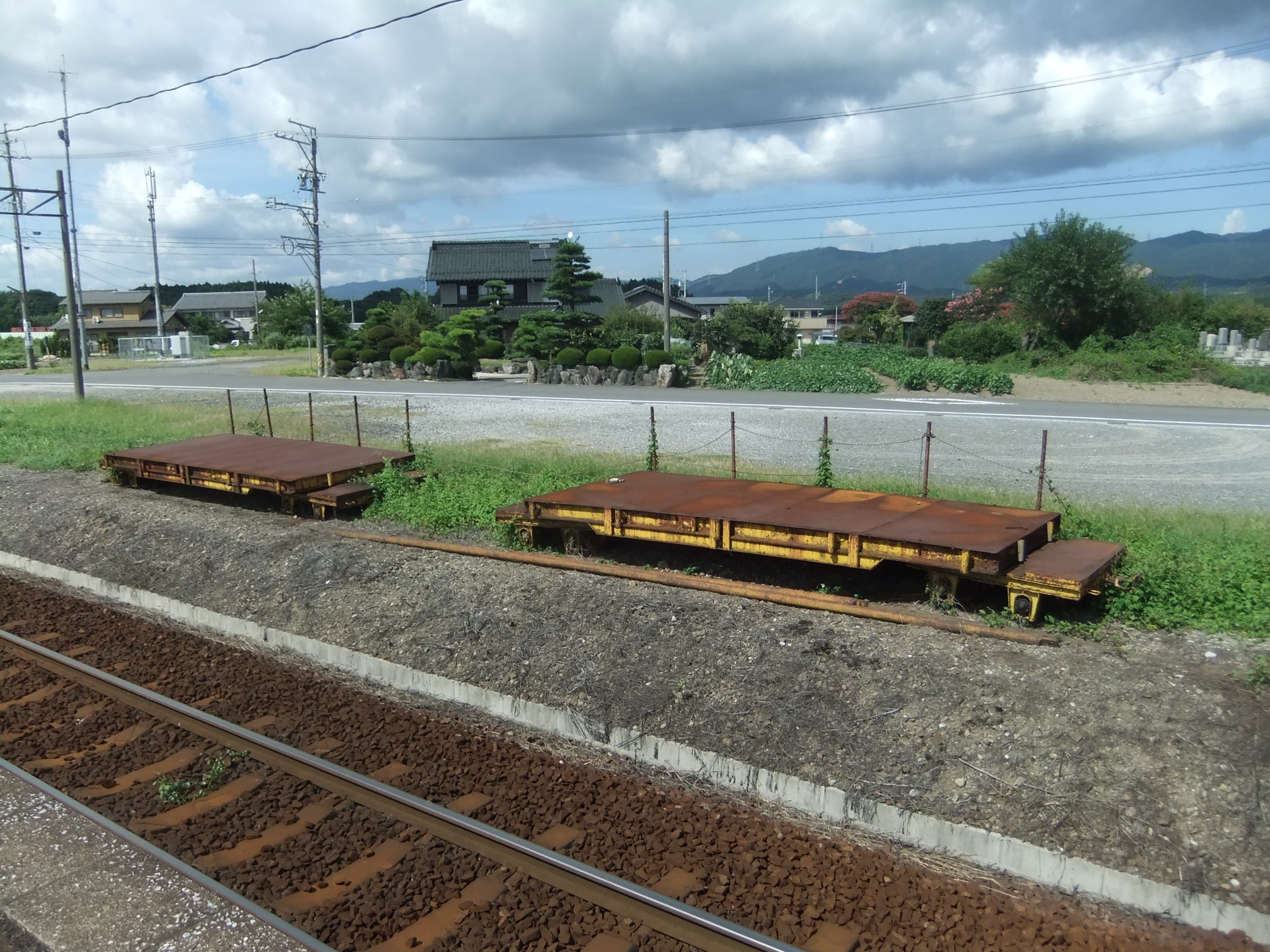
九一式（右）、九七式輕貨車
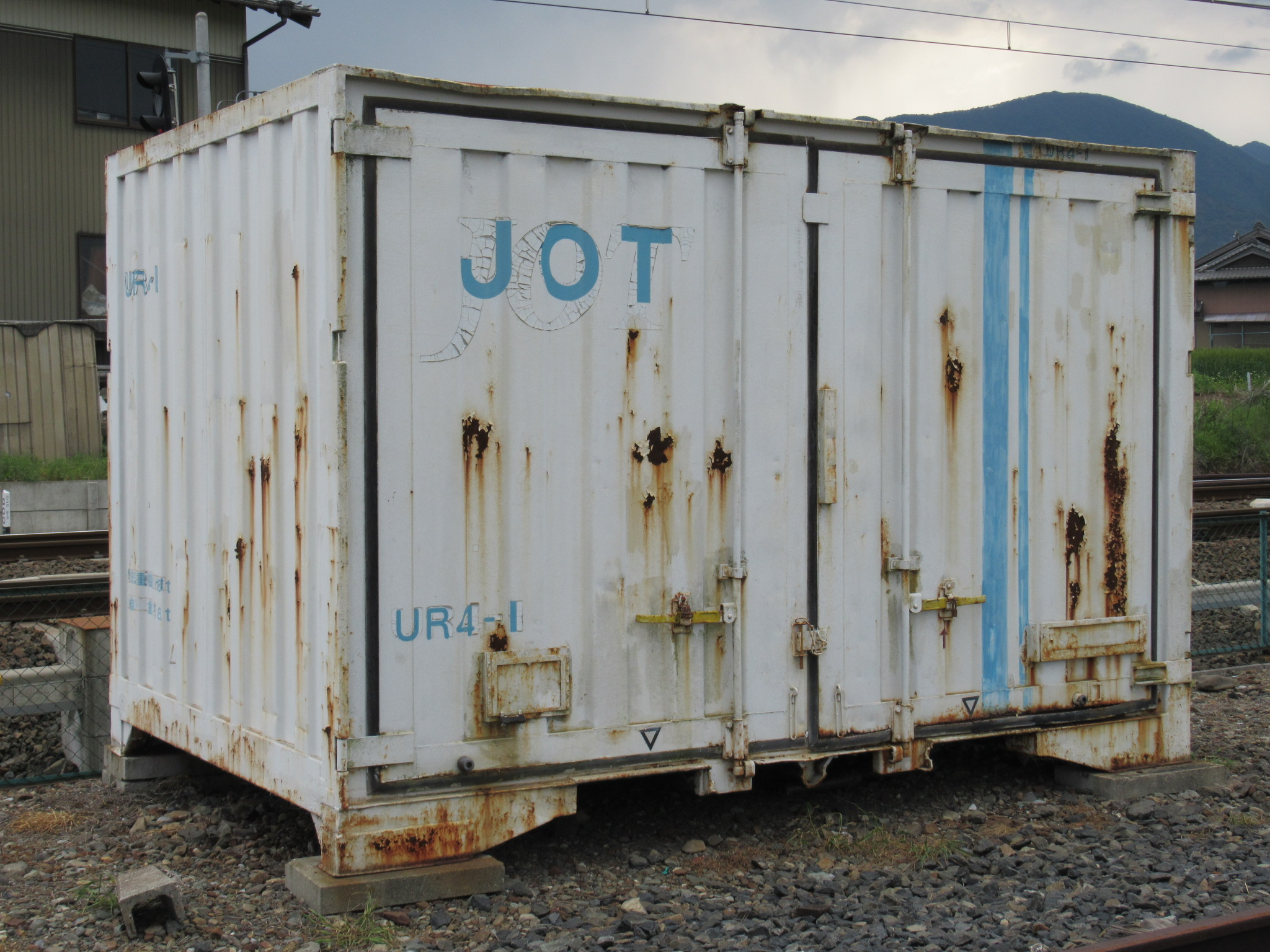
UR4-1貨櫃

### 其他
- 國鐵UR4形冷藏貨櫃（日语：国鉄UR4形コンテナ） (UR4-1) - 1987年製造 運載量5噸
- 螞蟻15形（日语：アント工業）移動機 - 動態保存。用作移動展示車輛。

## 註腳
1. 1 2  . RAIL FAN (鐵道友之會). 2003-12-01, 50 (12): 22 （日语）.

## 外部連結
- 貨物鐵道博物館 （页面存档备份，存于）（日語）
- 维基共享资源上的相關多媒體資源：貨物鐵道博物館